# 四月物語
『四月物語』（しがつものがたり）は、平成10年（1998年）に公開された日本の映画作品。
松たか子の初主演映画。

## ストーリー
四月、桜の季節。北海道から上京した卯月は、東京・武蔵野の大学に通うため、慣れない土地で独り暮らしを始める。おとなしい性格の彼女は、変わった性格の友人やアパートの隣人など、個性の強い人々と触れ合っていく。だが、そんな卯月も大学の志望動機を聞かれた時だけは、思わず言いよどんでしまう。実は、卯月には人に言えない理由があったのだった…。

## 登場人物・キャスト
- 楡野卯月 ： 松たか子
- 山崎先輩 ： 田辺誠一
- 北尾照子 ： 藤井かほり
- 佐野さえ子 ： 留美
- 画廊の紳士・加藤 ： 加藤和彦
- サラリーマン風の男 ： 光石研
- 父 ： 松本幸四郎
- 母 ： 藤間紀子
- 兄 ： 市川染五郎
- 姉 ： 松本紀保
- 庄司 ： 塩見三省
- 引越作業員 ： 梅田凡和、城明男、峰野勝成
- 深津 ： 津田寛治
- 卯月の後輩 ： つぐみ

## 音響
- 映画用デジタル音響システムである、dtsデジタルサウンドを邦画において初採用した配給作品である。

## 舞台について
- 主人公・卯月が通う大学の名称は「武蔵野大学」である。公開当時、「武蔵野大学」は存在しておらず、架空の大学であった。
- 公開から5年後の2003年、武蔵野女子大学が武蔵野大学に名称変更し、「武蔵野大学」は実在する大学名となった。
- 入学式のロケ地は成蹊大学である[要出典]。
- 撮影した大学は白鷗大学である[要出典]。

## 生きていた信長
劇中劇の映画作品。
- 織田信長（江口洋介山） ： 江口洋介
- 明智光秀（軽相撲紀伊石井） ： 石井竜也
- 斎藤利三（伊武雅之刀） ： 伊武雅刀

## DVD
- 平成11年（1999年）3月17日発売